# 林樞
林樞（1439年—？），字邦拱，福建福州府福清縣人，竈籍。明朝政治人物。進士出身。

## 生平
成化四年，福建戊子乡试中舉。成化五年，登己丑科會試中進士，擔任南雄府知府。

## 家族
曾祖林馬。祖父林正寶。父亲林岱。